# Edwardsidia
Edwardsidia är ett släkte av tvåvingar. Edwardsidia ingår i familjen fjädermyggor.
Kladogram enligt Catalogue of Life:
| Edwardsidia | \| \| Edwardsidia candicans \| \| \| \| \| \| Edwardsidia philhygra \| \| \| \| |
|             | \| \| Edwardsidia candicans \| \| \| \| \| \| Edwardsidia philhygra \| \| \| \| |
|             | Edwardsidia candicans                                                           |
|             |                                                                                 |
|             | Edwardsidia philhygra                                                           |
|             |                                                                                 |